# Ruspolia breviceps
Ruspolia breviceps är en insektsart som först beskrevs av Walker, F. 1870.  Ruspolia breviceps ingår i släktet Ruspolia och familjen vårtbitare. Inga underarter finns listade i Catalogue of Life.